# Lidija Jadžić
Lidija Jadžić bivša je srpska pevačica i bivša članica grupe Luna ge je stekla najveću popularnost danas živi u inostranstvu sa suprugom sa kojim ima dve ćerke.

## Biografija
Lidija je rodjena 1976. godine u Beogrdu. Gde je boravila sve do 2016. godine kada se udala. Par godina posle je otišla u inostranstvo. 

## Karijera
Karijeru je započela 2009. godine kao članica grupe Luna gde je prvo pevala sa Zejnom Murkić a kasnije sa Ivanom Krunić. U grupi je bila sve do 2017. godine nakon toga je otišla za inostranstvo gde i danas živi.

## Diskografija
Tokom Lidijnog boravka u grupi grupa je izdala 5 albuma i 36 pesama.
Albumi:
- ...Da san ne prestane...  (2009)
- Sex On The Beach (2010)
- Luna 10 (2012)
- 011 (2014)

Singlovi:
- Vrištim U Sebi
- Jedan Jedini
- Pidžama
- Panika
- Sa Usana
- Frajeru
- Drugarice rmx
- Prokleta
- Klela Bih
- Prljave Ljubavi
- Dvoje
- Alo Alo
- Zrno Bisera
- Jadnica
- Prsten
- Dno
- Plašim Se
- Sex On The Beach
- Panika-Original
- Panika-Remix
- Vrištim U Sebi
- Dupla Škorpija
- Kraljice
- Praštam Ti Sve
- Prva Ljubav
- Ne Pitaj Za Godine
- Plava Veštica 2012 remake
- Tekila Limun I So
- Vino Karmin Adrenalin

- Shardonnay
- Tropicana
- Naša Pesma
- Tišina
- Red Bull
- Za Tvoje Oči
- Noć Me Doziva
- Topless